# Vital Viktaravics Radzivonav
Vital Viktaravics Radzivonav (belaruszul: Віталь Віктаравіч Радзівонаў; Vityebszk, Szovjetunió, 1983. december 11. –) fehérorosz labdarúgó, a BATE Bariszav csatára.

## Pályafutása

### A válogatottban
2007 és 2017 között 48 mérkőzésen tagja volt a fehérorosz válogatottnak, és 10 gólt szerzett. Képviselte hazáját az Eb- és a világbajnoki selejtezőkön.

## Sikerei, díjai
BATE Bariszav
- Fehérorosz Premier Liga: 2006, 2007, 2008, 2009, 2010, 2011, 2012, 2013, 2014, 2015, 2016, 2017
- Fehérorosz kupa: 2005–06, 2009–10, 2014–15
- Fehérorosz szuperkupa: 2010, 2013, 2014, 2015, 2016, 2017